# Magua

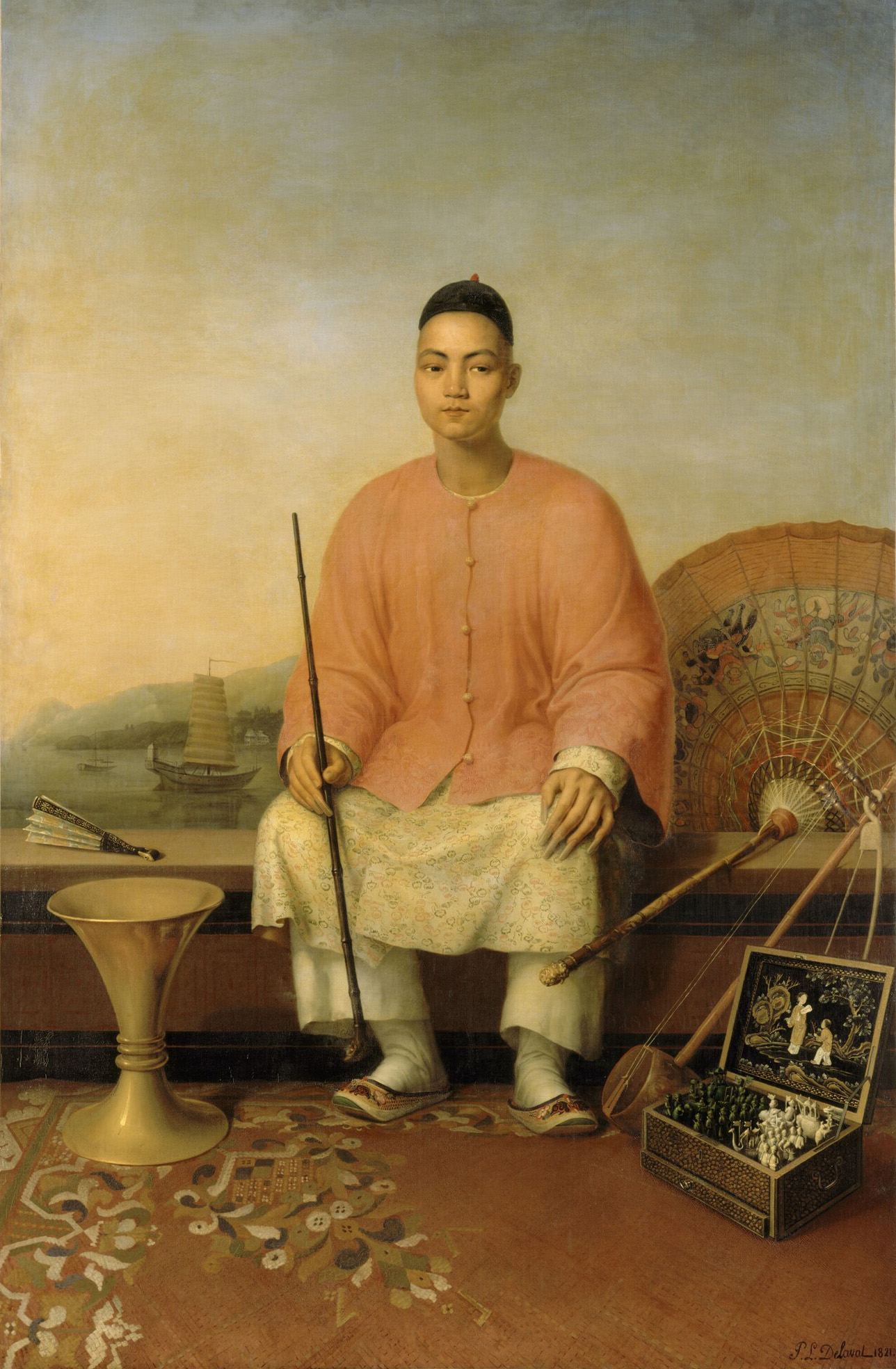
Esempio di "Magua"

La magua ((ZH)  Manchu: ᠣᠯᠪᠣ olbo) era una giacca indossata dagli uomini durante la Dinastia Qing cinese (1644-1911), progettata per essere indossata insieme e sopra il manshi changshan (滿式長衫). Era lunga fino alla vita, con cinque bottoni a disco sul davanti e maniche leggermente corte e larghe. L'indumento era disponibile in diversi stili: singoletto (单), fermaglio (夹), pelle (皮), filo di cotone (纱), trapuntato (棉) e altri ancora. Fu indossato dai Manciù in tutta la Cina, dal regno dell'imperatore Shunzhi fino a quello dell'imperatore Kangxi, e divenne popolare in tutta la Cina Qing.
Resa letteralmente in italiano come "giacca da equitazione", la magua ebbe le sue origini come semplice tabarro, capo di abbigliamento destinato a proteggere il changshan durante le attività quotidiane. Tuttavia, con il tempo, la stessa magua divenne più elaborata, diventando, per i funzionari, parte della loro uniforme d'ufficio; una variante della magua, la "giacca gialla imperiale", divenne un'indicazione dell'approvazione imperiale di un individuo.
La magua è considerata madre della giacca basalm (鳳仙裝, fèngxiān zhuāng) e del tangzhuang.

## La magua nella cultura cinese

### Minoranza Tujia
I Tujia sono uno dei 56 gruppi etnici riconosciuti in Cina. Sia gli uomini che le donne indossano principalmente gonne e giacche, prediligendo colori come il nero e il blu. Dopo il 1730, uomini e donne iniziarono a indossare abiti che avrebbero aiutato a differenziare il loro genere. La magua, abbottonata al centro sul davanti, era indossata dagli uomini sopra una lunga veste blu. Poteva essere indossata formalmente in nero o informalmente nei colori rosso, verde o grigio, con pantaloni larghi, solitamente di colore diverso, spesso bianco. Gli uomini legavano delle cinture intorno alla vita come ausilio per trasportare gli strumenti e accessori e indossavano turbanti bianchi o neri. Le donne, d'altra parte, indossavano abiti larghi a maniche corte e lunghi che si abbottonavano sul lato sinistro, con elementi decorativi sul bordo delle maniche e del colletto, accompagnati da un bafu luoqun (o gonna di otto larghezze) in seta rossa e nera a quadri, ricamata con fiori o altri disegni.
La magua era anche associata allo status sociale, poiché gli uomini cercavano di incorporare le etichette dei vestiti del periodo Han. Era accompagnata da pellicce, abiti di seta e berretti. All'inizio degli anni 1950, la popolarità dello stile diminuì gradatamente.

## Varianti regionali

### Taikponbirmano

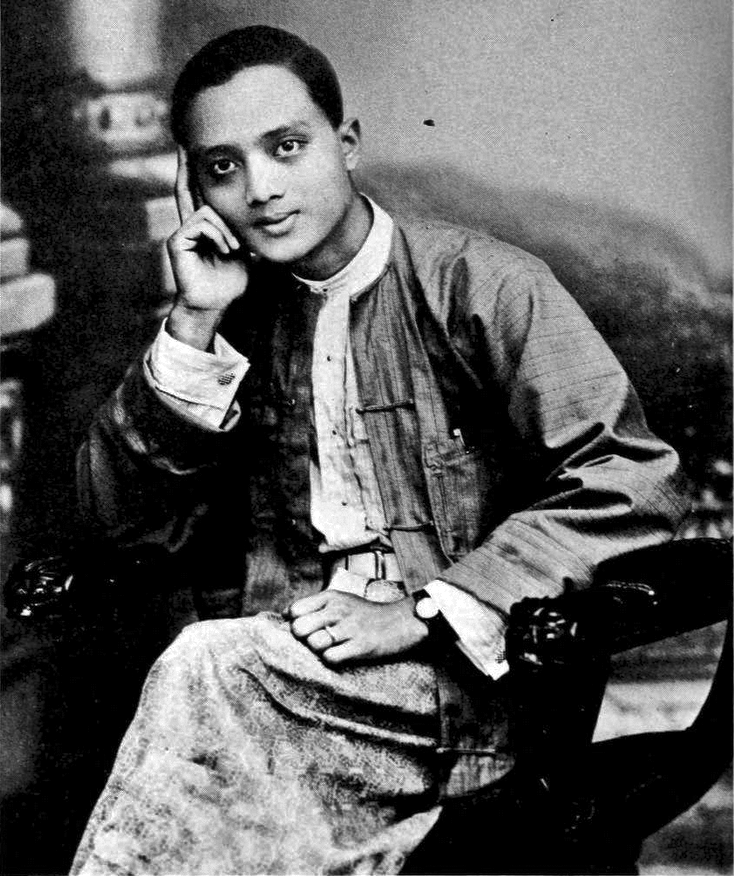
U Thant con un taikpon sopra una camicia senza colletto, 1927

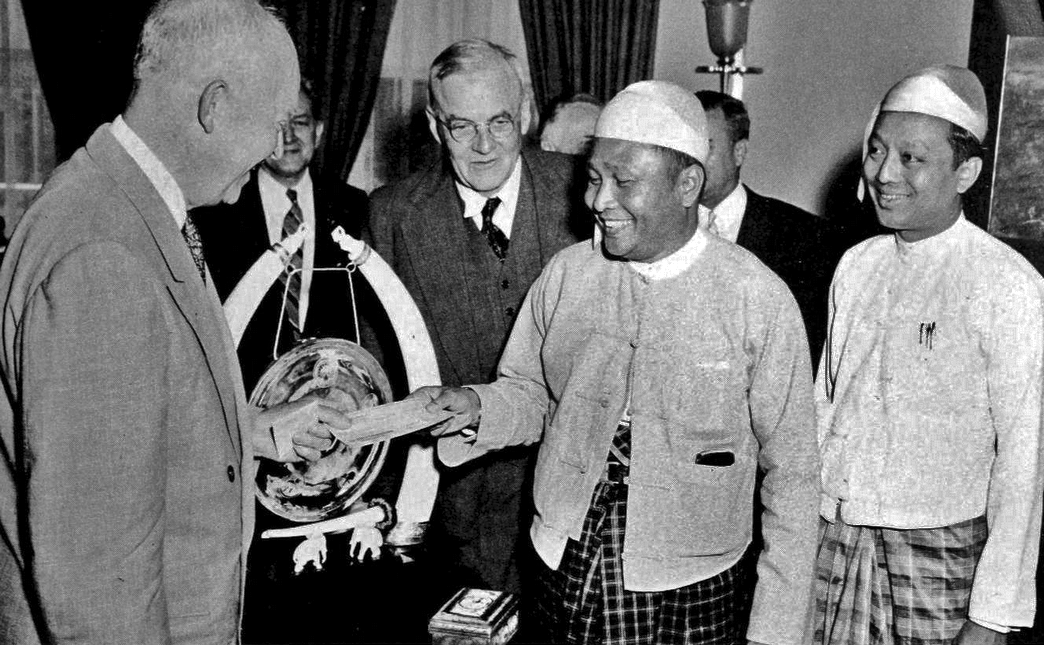
Politici birmani vestiti con il taikpon

Il taikpon eingyi (တိုက်ပုံအင်္ကျီ), una giacca tradizionale per gli uomini birmani, è una discendente delle magua. Questo costume iniziò a guadagnare successo durante la tarda dinastia Konbaung e divenne un articolo obbligatorio di abbigliamento formale tradizionale durante l'era coloniale.

### Magojacoreana
La magoja, un tipo di giacca lunga indossata con hanbok, l'abbigliamento tradizionale della Corea, è una discendente della magua, essendo stata introdotta in Corea dopo che Heungseon Daewongun, padre del re Gojong, tornò dall'esilio politico in Manciuria nel 1887.